# 2006년 미국 상원의원 애리조나 주 선거
2006년 미국 상원의원 애리조나주 선거는 애리조나주에 할당된 상원의원을 선출하기 위해 2006년 11월 7일에 실시되었다.

## 선거 결과
| 후보        | 후보           | 정당        | 득표      | 득표  | 비고 |
| ----------- | -------------- | ----------- | --------- | ----- | ---- |
|             | 존 르웰린 카일 | 공화당      | 814,398   | 53.34 | 당선 |
|             | 제임스 페더슨  | 민주당      | 664,141   | 43.50 |      |
|             | 리처드 이반 맥 | 자유당      | 48,231    | 3.16  |      |
| 단기명 투표 | 단기명 투표    | 단기명 투표 | 12        | 0.27  | -    |
| 합계        | 합계           | 합계        | 1,526,782 |       |      |

## 같이 보기
- 2006년 미국 상원의원 선거